# Saturn V-A
Il Saturn V-A fu un prototipo di razzo studiato presso il Marshall Space Flight Center nel 1968. Esso era identico al Saturn INT-20, tranne che per uno stadio aggiuntivo, utilizzato per le missioni nello spazio profondo, tra lo stadio S-IC e lo stadio S-IVB.